# 보너 SC
보너 SC(독일어: Bonner Sports-Club 01/04 e.V.)는 독일 본에 연고지를 둔 독일의 축구 구단이다. 이 구단은 1965년 보너 FV 와 투라 본의 합병으로 창단된 구단으로 이전 여성 축구팀은 1975년 독일 전국 챔피언십에서 우승을 기록하기도 하였다.

## 선수 명단

### 현역
참고: FIFA 자격 규정에 따라 소속된 국가대표팀 국기를 표시합니다. 선수는 복수의 FIFA 비회원국 국적을 가지고 있을 수 있습니다.
| 번호 | 포지션 | 국적            | 이름            |
| ---- | ------ | --------------- | --------------- |
| 7    | DF     | 도미니카 공화국 | 루돌프 곤잘레스 |

| 번호 | 포지션 | 국적 | 이름 |
| ---- | ------ | ---- | ---- |